# 울리차 1905 고다역
울리차 1905 고다 역(러시아어: Улица 1905 года 울리차 티샤차 데뱌티소트 퍄토고 고다 역[*])은 모스크바 지하철 타간스코 크라스노프레스넨스카야 선의 역이다. 역명은 1905년 러시아 혁명을 기념하기 위해 이름이 붙여진 인근 거리명을 따서 지어졌다.

## 역사
울리차 1905 고다 역은 1972년 12월 30일에 개장하였다.

## 위치
북쪽 대합실은 울리차 1905 고다에 위치하고 있으며, 남쪽 지상 출입구는 크라스노프레센스카야 광장, 1905 발렌스카야 교차로에 위치한다. 남쪽 대합실에는 1905 혁명 기념비가 존재한다.

## 통계
역의 1일 승객 교통량은 74,410 명이다.

## 같이 보기
- (러시아어) metro.ru